# Koło Kresowe
Koło Krajowe Litwy i Rusi, in. Koło Terytorialne – polityczna reprezentacja Polaków z ziem zabranych w Dumie Państwowej Imperium Rosyjskiego w latach 1906-1912.
Obok Koła Polskiego było drugim ugrupowaniem parlamentarnym skupiającym polskich posłów do Dumy. W Pierwszej Dumie Koło liczyło 19 posłów, w tym dwóch posłów z centralnej Rosji (Sankt Petersburga i Kazania). W drugiej kadencji Koło liczyło 11 posłów, po zmianie ordynacji, w Trzeciej Dumie, liczba posłów polskich z Litwy i Ukrainy zmalała do siedmiu. W Czwartej Dumie Koło nie znalazło się.

## Skład osobowy Koła w I. Dumie (1906)

### Białoruś
Gubernia Grodzieńska
- Antoni Songajło
- Marcin Żukowski

Gubernia Mińska
- Hieronim Drucki-Lubecki
- Wiktor Janczewski
- Aleksander Lednicki
- Eustachy Lubański
- Marian Massonius
- Roman Skirmunt
- Jan Wiśniewski

Gubernia Wileńska
- Konstanty Aleksandrowicz
- Bolesław Jałowiecki
- Czesław Jankowski
- Michał Gotowiecki
- Edward von Ropp

Gubernia Witebska
- Piotr Sołtan
- Bohdan Szachno

### Ukraina
Gubernia Kijowska
- Stanisław Horwatt
- Henryk Zdanowski

Gubernia Wołyńska
- Włodzimierz Grocholski
- Szczęsny Poniatowski
- Józef Potocki

## Skład osobowy Koła w II. Dumie (1907)

### Białoruś
Gubernia Grodzieńska
- Stanisław Karol Jaczynowski

Gubernia Wileńska
- Michał Węsławski
- Stanisław Wańkowicz
- Wawrzyniec Puttkamer
- Leonard Rodziewicz
- Marian Chełchowski
- Aleksander Chomiński
- Szymon Pelejko

Gubernia Mohylewska
- Leon Kazimierz Łubieński

Gubernia Witebska
- Michał Benisławski
- Henryk Zygmunt Stanisław Dymsza

### Ukraina
Gubernia Podolska
- Wincenty Lisowski

## Skład osobowy Koła w III. Dumie (1907)

### Białoruś
Gubernia Wileńska
- Józef Montwiłł / Ludwik Ochotnicki
- Stanisław Wańkowicz
- Henryk Święcicki
- Stanisław Maciejewicz
- Maciej Cijūnėlis

Gubernia Kowieńska
- Kazimierz Zawisza

Gubernia Grodzieńska
- Władysław Jeśman

## Skład osobowy Koła w IV. Dumie (1912)

### Białoruś
Gubernia Wileńska
- Wawrzyniec Puttkamer
- Witold Bańkowski
- Henryk Święcicki
- Stanisław Maciejewicz
- Maciej Cijūnėlis

Gubernia Kowieńska
- Feliks Raczkowski